# 奥斯特费尔德
奥斯特费尔德（德語：Osterfeld，發音：[ˈoːstɐˌfɛlt] ⓘ）是德国萨克森-安哈尔特州布尔根兰县的城市，面积27.61平方千米，2023年12月31日人口为2,399人。